# Sci di fondo ai IX Giochi olimpici invernali
Nello sci di fondo ai IX Giochi olimpici invernali furono disputate sette gare, quattro maschili e tre femminili. Le medaglie assegnate furono ritenute valide anche ai fini dei Campionati mondiali di sci nordico 1964. Rispetto all'edizione precedente fu introdotta la 5 Km femminile.

## Programma
| Sci di fondo ai IX Giochi olimpici invernali | Sci di fondo ai IX Giochi olimpici invernali | Sci di fondo ai IX Giochi olimpici invernali | Sci di fondo ai IX Giochi olimpici invernali | Sci di fondo ai IX Giochi olimpici invernali | Sci di fondo ai IX Giochi olimpici invernali | Sci di fondo ai IX Giochi olimpici invernali | Sci di fondo ai IX Giochi olimpici invernali | Sci di fondo ai IX Giochi olimpici invernali | Sci di fondo ai IX Giochi olimpici invernali | Sci di fondo ai IX Giochi olimpici invernali | Sci di fondo ai IX Giochi olimpici invernali | Sci di fondo ai IX Giochi olimpici invernali |
| Eventi / Giorni                              | Gennaio/Febbraio 1964                        | Gennaio/Febbraio 1964                        | Gennaio/Febbraio 1964                        | Gennaio/Febbraio 1964                        | Gennaio/Febbraio 1964                        | Gennaio/Febbraio 1964                        | Gennaio/Febbraio 1964                        | Gennaio/Febbraio 1964                        | Gennaio/Febbraio 1964                        | Gennaio/Febbraio 1964                        | Gennaio/Febbraio 1964                        | Gennaio/Febbraio 1964                        |
| Eventi / Giorni                              | 29                                           | 30                                           | 31                                           | 1                                            | 2                                            | 3                                            | 4                                            | 5                                            | 6                                            | 7                                            | 8                                            | 9                                            |
| -------------------------------------------- | -------------------------------------------- | -------------------------------------------- | -------------------------------------------- | -------------------------------------------- | -------------------------------------------- | -------------------------------------------- | -------------------------------------------- | -------------------------------------------- | -------------------------------------------- | -------------------------------------------- | -------------------------------------------- | -------------------------------------------- |
| Gare Maschili                                |                                              | 30 Km                                        |                                              |                                              | 15 Km                                        |                                              |                                              | 50 Km                                        |                                              |                                              | 4X10 Km                                      |                                              |
| Gare Femminili                               |                                              |                                              |                                              | 10 Km                                        |                                              |                                              |                                              | 5 Km                                         |                                              | 3x5 Km                                       |                                              |                                              |

## Podi
| Evento                       | Oro                                                                    | Perform.  | Argento                                                             | Perform.  | Bronzo                                                                       | Perform.  |
| Gare maschili                |                                                                        |           |                                                                     |           |                                                                              |           |
| 15 Km (dettagli)             | Eero Mäntyranta                                                        | 50'54"1   | Harald Grønningen                                                   | 51'34"8   | Sixten Jernberg                                                              | 51'42"2   |
| 30 Km (dettagli)             | Eero Mäntyranta                                                        | 1:30'50"7 | Harald Grønningen                                                   | 1:32'02"3 | Igor Voronchikhin                                                            | 1:32'15"8 |
| 50 Km (dettagli)             | Sixten Jernberg                                                        | 2:43'52"6 | Assar Rönnlund                                                      | 2:44'58"2 | Arto Tiainen                                                                 | 2:45'30"4 |
| Staffetta 4x10 Km (dettagli) | Svezia Karl-Åke Asph Sixten Jernberg Janne Stefansson Assar Rönnlund   | 2:18'34"6 | Finlandia Väinö Huhtala Arto Tiainen Kalevi Laurila Eero Mäntyranta | 2:18'42"4 | Unione Sovietica Ivan Utrobin Gennady Vaganov Igor Voronchikhin Pavel Kolčin | 2:18'46"9 |
| Gare femminili               |                                                                        |           |                                                                     |           |                                                                              |           |
| 5 Km (dettagli)              | Klavdija Bojarskich                                                    | 17'50"5   | Mirja Lehtonen                                                      | 17'52"9   | Alevtina Kolčina                                                             | 18'08"4   |
| 10 Km (dettagli)             | Klavdija Bojarskich                                                    | 40'24"3   | Evdokija Mekšilo                                                    | 40'26"6   | Mariya Gusakova                                                              | 40'46"6   |
| Staffetta 3x5 Km (dettagli)  | Unione Sovietica Alevtina Kolčina Evdokija Mekšilo Klavdija Bojarskich | 59'20"2   | Svezia Barbro Martinsson Britt Strandberg Toini Gustafsson          | 1:01'27"0 | Finlandia Senja Pusula Toini Pöysti Mirja Lehtonen                           | 1:02'45"1 |

## Medagliere
| Posizione | Paese            |   |   |   | Totale |
| --------- | ---------------- | - | - | - | ------ |
| 1         | Unione Sovietica | 3 | 1 | 4 | 8      |
| 2         | Finlandia        | 2 | 2 | 2 | 6      |
| 3         | Svezia           | 2 | 2 | 1 | 5      |
| 4         | Norvegia         | 0 | 2 | 0 | 2      |
| Totale    | Totale           | 7 | 7 | 7 | 21     |